# Kargat (Csulim)
A Kargat (oroszul: Каргат) folyó Oroszországban, a Nyugat-szibériai-alföld déli részén, a Novoszibirszki területen.

## Földrajz
Hossza: 387 km, vízgyűjtő területe: 7200 km², évi közepes vízhozama a torkolattól 45 km-re: 9,5 m³/s.
A Felső-Ob és az Irtis közötti kiterjedt lefolyástalan medence egyik folyója. A Vaszjugan-mocsár déli részén ered és a Baraba-alföldön folyik végig délnyugat felé. A lefolyástalan Kis-Csani-tóba ömlő Csulim jobb oldali mellékfolyója, melynek völgyével nagyjából párhuzamosan folyik. Medre a felső szakaszon 6–7 m, az alsó szakaszon 12 m széles. 
Nagyrészt hóolvadék táplálja. Novembertől április közepéig befagy, árvize májusban van. Nyáron és télen egyaránt nagyon alacsony vízállás jellemzi.
A partján fekvő jelentősebb települések: a felső folyásán Kargat, az alsó folyásán Zdvinszk, mindkettő az azonos nevű járás székhelye.